# David Axmark
Karl David Axmark, född 28 maj 1962 i Lundby, är en svensk programmerare och en av MySQL AB:s grundare.